# Maximilien Radix de Sainte-Foix
 (novembre 2012).
Charles-Pierre-Maximilien Radix de Sainte-Foix, né à Paris Saint-Merry le 13 juin 1736, mort à Bourbonne-les-Bains le 23 juin 1810, est un célèbre financier qui s’illustra comme Surintendant des Finances du comte d’Artois, puis comme chef du cabinet secret des Tuileries à l’époque où Louis XVI y était retenu. Son rôle dans l’histoire de la contre-révolution de l’intérieur est de première importance.

## L’Ancien Régime
Charles-Pierre Maximilien Radix de Sainte-Foix est le fils de Claude Mathieu Radix et de Marie-Élisabeth Denis. Il est l'oncle maternel d'Antoine-Omer Talon. Il est nommé attaché d'ambassade à Vienne en 1759. En 1764, il devient Trésorier de la Marine, un poste éminemment lucratif où plusieurs de ses contemporains ont réalisé des fortunes immenses. Il reste à ce poste jusqu'en 1771.
En 1774 il est nommé par Vergennes, dont il est un temps le favori, premier commis-secrétaire de légation puis ministre plénipotentiaire à la cour du duc des Deux-Ponts où il vécut. 
Appelé à Versailles pour exercer en 1776 les fonctions de Surintendant des finances du comte d’Artois, il acquitte sans peine apparente la somme (énorme) de 300 000 livres nécessaire à l’obtention de cette charge vénale. Une fois en place, il fait tout pour être agréable à son maître dont le train de vie était extrêmement dispendieux. Le benjamin des trois petits fils de Louis XV, contrairement à ses deux frères, était tourné vers les plaisirs faciles et coûteux, peu enclin à la lecture et à la réflexion. Radix de Sainte-Foix qui était un habile courtisan l’accompagna autant qu’il le pouvait dans ses désirs. On disait que le prince lui devait « une partie des plaisirs qui formaient le tissu de sa vie ». Radix de Sainte-Foy aurait .
Radix de Sainte-Foix ne demeure pas en reste, et quoique non noble, il entendait mener un train de grand seigneur et savait donner de quoi alimenter la chronique scandaleuse. Il aurait eu pour maîtresse la future Madame du Barry et, selon les nouvelles à la main et les correspondances diplomatiques, été l’amant de la duchesse de Mazarin, connue par sa galanterie et son embonpoint, une aventure qui aurait coûté 500 000 écus à cette dame. Celle-ci n’hésitait jamais à donner un coup de pouce à ses amants, ainsi plus tard le prince de Salm endetté. Il tenait table ouverte au château de Neuilly, acquis en 1776 – plus tard la propriété des ducs d’Orléans –, disposait d’une cave bien fournie, des plus fins cuisiniers et aussi de loges à l’année dans les principales salles de spectacle dont il faisait profiter ses belles amies. Il eut une très longue liaison avec une jeune femme d’origine malouine, Mlle Marie-Françoise Henriette Laché, dite « de Saint-Albin », qui était « la plus belle créature imaginable », et très intelligente. Elle lui sert de prête-nom et de commissionnaire entre Paris et Londres. 
Il fait l’acquisition d’un hôtel somptueux commandité par Bourret de Vézalay et édifié sous la direction de Brongniart, qui s’élevait à l’emplacement de l’actuel opéra Garnier. Il acquiert en 1779, du comte d’Artois, des terrains situés rue d’Angoulême (actuelle rue Jean-Mermoz), aux Champs-Élysées, terrains immenses qu’il fait partiellement lotir. 
Accusé dès 1780 par Jacques Necker d’avoir détourné cinq millions à lui confiés par le comte d’Artois, il n'est décrété de prise de corps que le 6 septembre 1782. Prévenu, il peut s’enfuir à Londres avec Mlle de Saint-Albin. Humilié, car cette affaire de détournement était moins que claire – on dit même que c’était un artifice permettant au comte d’Artois de ne pas rembourser telle somme qu’il avait empruntée, on ne le saura jamais –, Radix de Sainte-Foix rejoint le groupe des mécontents des années pré-révolutionnaires : Baudard de Saint-James – qui meurt en prison –, le contrôleur général des Finances Calonne, le banquier Jean-Joseph de Laborde, tous ayant éprouvé une grande humiliation à un titre ou à un autre. Il met à profit son temps libre pour faire vendre sa collection de tableaux et sa bibliothèque de premier ordre. Puis il se consacre à la vie mondaine et sans doute aux voyages.
Au moment précis où le comte d’Artois part en émigration, Radix de Sainte-Foix arrive de Londres à Paris. La Bastille venait de tomber. Il est fort bien accueilli par le duc d’Orléans dans les salons duquel il côtoie Choderlos de Laclos, Nathaniel Parker-Forth et Bertrand Barère de Vieuzac. Il revoit divers membres de sa famille et notamment son neveu Antoine Omer Talon et le jeune avocat Huguet de Sémonville qui s’attachent tous les deux à ses pas.

## Louis XVI aux Tuileries
À partir de 1791, alors que Montmorin, ministre des Affaires étrangères, consacre une partie de son temps à organiser la résistance aux progrès de la Révolution, il songe à Radix de Sainte-Foix dont il connaissait les compétences financières et l’esprit d’intrigue si nécessaires à ce genre d’entreprise. Depuis un moment, les fonds de la Liste civile, votés annuellement par l’Assemblée nationale étaient partiellement affectés à des dépenses secrètes. Le train de vie de la famille royale avait évidemment diminué depuis, notamment, le vote de la loi sur la résidence du « premier fonctionnaire » de l’État – c’est-à-dire Louis XVI qui ne devait pas s’éloigner de Paris pendant les travaux de l’Assemblée. Il y avait donc des sommes énormes, traditionnellement affectées à la représentation des princes, qui étaient inemployées, d’où l’idée suggérée par Mirabeau de les utiliser pour le salut de la monarchie constitutionnelle. C’est l’Intendant de la civile, M. Arnault de Laporte, qui était chargé de la Liste civile et c’est en étroite concertation avec Montmorin et Mirabeau, puis à la mort de ce dernier, avec Radix de Sainte-Foix, que fut mise en œuvre la politique dangereuse de pourrissement de la Révolution par l’argent. C’est lui qui encouragea Louis XVI à prendre Dumouriez au ministère des affaires étrangères en remplacement de Valdec de Lessart. Ses relations avec l’ancien agent de Vergennes étaient plus que cordiales, intimes. L’épopée de Dumouriez a véritablement été possible grâce à Radix de Sainte-Foix qui l’a constamment inspiré. 
Il avait conservé des contacts avec les milieux politiques anglais, notamment avec son vieil Lord Cholmondeley, avec lequel il correspondait par l’intermédiaire de Mlle de Saint-Albin qui fit plusieurs aller et retour entre Londres et Paris, chargée de lettres pour Radix et aussi pour Jean-Frédéric Perrégaux. Aux Tuileries, Radix de Sainte-Foix sut se montrer si convaincant que Louis XVI ne douta jamais que son attachement à la bonne cause fût sincère. Le roi, qui n’avait pas de stratégie d’ensemble, avait des engouements successifs pour des hommes qui n’en valaient pas toujours la peine et son jugement, à en lire sa correspondance, n’était jamais assuré.
Au début de la Révolution, Radix de Sainte-Foix chercha à réaliser certains de ses biens immobiliers, notamment ses terrains bâtis ou à bâtir de la rue d’Angoulême, dans le but d'acquérir des biens nationaux de grand rapport, ce qu’il fit souvent grâce à des prête noms: ensemble des ruines de Pierrefonds, ruines de Béhéricourt avec 147 hectares de vignes, domaines de l’abbaye du Mont-Saint-Martin près du Catelet dans l’Aisne, d’autres objets spéculatifs qui ne lui coûtèrent pratiquement rien. Dans le même temps il vendait un de ses terrains de la rue d’Angoulême à Talleyrand et son château de Neuilly à Charlotte de Montesson. Il avait placé l’essentiel de ses fonds en Angleterre et, en 1792, résidait modestement dans un vaste appartement situé aux arcades du Palais-Royal, no 148, où il recevait et donnait à jouer quand il le pouvait. Il partageait son appartement avec Jean-Geoffroy Seiffert, ancien médecin de Xavier de Saxe, de la princesse de Lamballe et de la famille d'Orléans, cofondateur du club des Jacobins. Parmi ses habitués : Dumouriez, Talleyrand, Simolin, ambassadeur de Russie en France, Montmorin, Rayneval et le général de Biron. 
Il lui était commode d’avoir des contacts suivis avec les spéculateurs sur les biens nationaux – comme Antoine Merlin de Thionville qui en était l'un des représentants les plus en vue – qui formaient la nébuleuse nommée la « Bande noire ». Il voyait aussi beaucoup de démagogues à double casquette, comme Antoine Joseph Santerre et François Desfieux, passant dans les clubs populaires pour être des révolutionnaires "avancés", et le soir venu, redevenait ce qu’ils étaient, des muscadins élitistes et opportunistes. C’est dans ces lieux et ces circonstances qu’il a su intéresser certains meneurs populaires, comme Georges-Jacques Danton, aux subsides de la Liste civile, avec des résultats qui furent, l’histoire l’a prouvé, en dessous du médiocre. À la fin de l’année 1792 et au début de l’année 1793, la Convention donna l’ordre de publier intégralement ceux des papiers trouvés dans les Tuileries, du moins ceux qui avaient survécu à quelques filtrages – l'imprudent Roland, ministre de l'Intérieur, ne parvint jamais à dégager sa responsabilité – avant la pose des scellés. Bien qu’incomplets ils donnent néanmoins, dans leur diversité et leur indiscrétion, des renseignements de première main sur la réalité des entreprises de corruption menées par Montmorin, Bertrand de Molleville et surtout Radix de Sainte-Foix, qui était secondé, dans cette tâche, par son neveu Antoine Omer Talon. On trouve dans cette dizaine de volumes – qui, ne comportant malheureusement pas d'index des personnes, sont donc ignorés des historiens –, les noms de tous ceux qui, sous la Constituante et sous la Législative, présentaient un intérêt stratégique pour les conseillers de Louis XVI. Mais la rapidité des événements a empêché que des poursuites fussent engagées contre ceux qui avaient répondu aux sollicitations de la cour, malgré l’importance politique que les Girondins y accordaient. Cette menace que ces derniers firent peser sur ceux des Montagnards dont les noms étaient apparus dans ces archives, précipitèrent les insurrections fomentées au printemps 1793 par les Exagérés qui, les premiers, redoutaient à avoir à répondre à des accusations de corruption ou de trahison. Le coup d’État du 2 juin 1793 dont les causes réelles tiennent à ces révélations priva l’Histoire d’une procédure qui aurait assurément changé son cours.

## Rendre des comptes?
Il n’y avait pas un député de la Convention qui, au moment du procès de Louis XVI, fût ignorant du rôle joué par Radix de Sainte-Foix et des révélations que l’on aurait pu obtenir de lui. Au vu des papiers trouvés dans « l'armoire de fer », il fut décrété de prise de corps à la demande des Girondins, alors qu’il était parti dans sa province, et appelé à s’expliquer devant la justice. Il fut interrogé le 27 février 1793 au tribunal criminel du département de Paris par Ruhl, ami de Danton, sous la présidence de Jules François Paré, ancien clerc de Danton. Mais c'est la déposition de Bertrand Barère de Vieuzac qui permit son acquittement. Dans ses Mémoires publiés longtemps après ses événements, Barère a raconté que c'est Dumouriez qui l'avait pressé d'intervenir en faveur de Radix. En vérité, Bertrand Barère de Vieuzac avait tout à craindre de révélations éventuelles de Radix de Sainte-Foix – qui comparaissait devant un tribunal ordinaire – sur ses compromissions diverses avec la "faction d'Orléans" durant les deux premières législatures. Il avait intérêt à le ménager et à le faire acquitter. Radix de Sainte-Foix fut néanmoins condamné à passer le temps de la Révolution à résidence, c'est-à-dire chez lui au Palais-Royal, jusqu'à son élargissement le 30 juin suivant. Il se retira avec sa fille Anne au Catelet, dans l'Aisne, jusqu'à ce que de nouvelles dénonciations le frappent, celle, entre autres, d'avoir spéculé abusivement sur les biens nationaux. Robespierre se saisit de l'affaire malgré Barère qui dut suivre, et intima au représentant André Dumont de faire arrêter Radix en Picardie comme étant prévenu de complot avec les Autrichiens. Il fut détenu à Laon puis dirigé le 4 frimaire à la Conciergerie à Paris. À nouveau ses protecteurs (Barère, Alexis Vadier et le Comité de sûreté générale) intervinrent pour éviter sa traduction au Tribunal révolutionnaire. Le 7 pluviôse an II, il fut placé dans la maison de santé Belhomme.
Le 18 vendémiaire an III, il fut interrogé par Dobsent qui le fit renvoyer au Tribunal révolutionnaire lequel le fit acquitter en chambre du conseil (3 brumaire an III). 
Sorti de prison, il attendit son heure pour s’immiscer dans la vie politique : Talleyrand, son vieil ami et complice, l'employa officieusement avec Perregaux et autres anciens partisans d'un « changement de dynastie ».

## Une vie de notable
Radix de Sainte-Foy reprit ses activités immobilières. Le hasard de ses recherches le porta sur l'ancienne abbaye d'Ourscamp dont la façade l'inspira. En 1798, il se rendit acquéreur du domaine devenu bien national et entreprit des travaux de grande ampleur pour en faire une résidence de villégiature. Nommé maire d'Ourscamp en 1807, il occupa cette fonction jusqu'à sa mort, le 23 juin 1810. Sa fille hérita de ses biens.

### Sources et bibliographie
- Alexandre Tuetey, Répertoire des sources manuscrites de l'Histoire de Paris pendant la Révolution (volume X, index).
- André Doyon, Maximilien Radix de Sainte-Foix (1736-1810), Paris, A. Pedone, 1966.
- Olivier Blanc, Les Hommes de Londres, histoire secrète de la Terreur, Paris, Albin Michel, 1989,  (ISBN 978-2-2260-3688-9).
- Olivier Blanc, La Corruption sous la Terreur, Paris, R. Laffont, 1992,  (ISBN 978-2-2210-6910-3).
- Olivier Blanc, Les Espions de la Révolution et de l’Empire, Paris, Perrin, 1995,  (ISBN 978-2-2620-1116-1).
- Jean-Yves Bonnard, La chapelle d'Ourscamp ou Salle des Morts, Noyon, 2003.
- Jean-Yves Bonnard, La Manufacture de velours d'Ourscamp 1823-1923", Noyon, 2006.
- Charles Leroux-Cesbron, Gens et choses d'autrefois, Paris, J. Tallandier, 1914.
- Sylvia Vriz, « Quelques porcelaines d’Extrême-Orient d’un amateur éclairé : Radix de Sainte-Foy (1736-1810) », Sèvres. Revue de la Société des Amis du musée national de Céramique, n° 30, 2021, pp. 88-102.